# Region Kara
Kara ist eine Region Togos mit der Hauptstadt Kara.

## Geographie
Die Region liegt im mittleren Norden des Landes und grenzt im Norden an die Region Savanes, im Süden an die Region Centrale, im Westen an Ghana und im Osten an Benin. Ein Teil der Grenze zu Savanes wird durch den Fluss Kara gebildet.

## Verwaltungsgliederung
Kara unterteilt sich in sieben Präfekturen:
- Kéran (N, Hauptstadt: Kandé)
- Doufelgou (NO, Hauptstadt: Niamtougou)
- Binah (O, Hauptstadt: Pagouda)
- Kozah (O, Hauptstadt: Kara)
- Assoli (S, Hauptstadt: Bafilo)
- Bassar (SW, Hauptstadt: Bassar)
- Dankpen (W, Hauptstadt: Guérin-Kouka)

Koordinaten: 9° 30′ N, 1° 0′ O